# Moscou Skate 1986
Navigation
Édition précédente Édition suivante
Le Moscou Skate (Moscow Skate en anglais, Moskovskie konki en russe) est une compétition internationale de patinage artistique qui se déroulait en URSS au cours de l'automne. Il accueillait des patineurs amateurs de niveau senior dans quatre catégories: simple messieurs, simple dames, couple artistique et danse sur glace. Le Moscou Skate est l'ancien nom de la Coupe de Russie.
Le vingt-et-unième Moscou Skate est organisé du 3 au 7 décembre 1986 à Moscou.

## Résultats

### Messieurs
| Rang | Nom                 | Pays               | Points | Fig. impo. | Prog. court | Prog. libre |
| ---- | ------------------- | ------------------ | ------ | ---------- | ----------- | ----------- |
| 1    | Vladimir Kotin      | Union soviétique   | 2.0    | 1          | 1           | 1           |
| 2    | Vitali Egorov       | Union soviétique   | 5.0    | 2          | 2           | 3           |
| 3    | Vladimir Petrenko   | Union soviétique   | 7.0    | 3          | 3           | 4           |
| 4    | Paul Wylie          | États-Unis         | 8.2    | 7          | 5           | 2           |
| 5    | Nils Köpp           | Allemagne de l'Est | 10.2   | 4          | 7           | 5           |
| 6    | Andrei Torosian     | Union soviétique   | 11.6   | 5          | 4           | 7           |
| 7    | Ralph Burghart      | Autriche           | 12.0   | 6          | 6           | 6           |
| 8    | Brad MacLean        | Canada             | 17.2   | 10         | 8           | 8           |
| 9    | Dmitri Gromov       | Union soviétique   | 17.4   | 8          | 9           | 9           |
| 10   | Przemysław Noworyta | Pologne            | 22.4   | 9          | 10          | 13          |
| 11   | Tomislav Čižmešija  | Yougoslavie        | 24.2   | 15         | 13          | 10          |
| 12   | Boyko Aleksiev      | Bulgarie           | 26.4   | 16         | 12          | 12          |
| 13   | Imre Raabe          | Hongrie            | 27.6   | 12         | 11          | 16          |
| 14   | Adrian Vasile       | Roumanie           | 28.2   | 18         | 16          | 11          |
| 15   | Miroslav Picek      | Tchécoslovaquie    | 28.4   | 14         | 15          | 14          |
| 16   | Anzey Stcheles      | Pologne            | 29.6   | 13         | 17          | 15          |
| 17   | Mitsuaki Takeuchi   | Japon              | 30.2   | 11         | 14          | 18          |
| 18   | Marius Negrea       | Roumanie           | 34.4   | 17         | 18          | 17          |

### Dames
| Rang | Nom                | Pays                 | Points | Fig. impo. | Prog. court | Prog. libre |
| ---- | ------------------ | -------------------- | ------ | ---------- | ----------- | ----------- |
| 1    | Kira Ivanova       | Union soviétique     | 3.0    | 1          | 1           | 2           |
| 2    | Jill Trenary       | États-Unis           | 5.0    | 4          | 4           | 1           |
| 3    | Anna Kondrashova   | Union soviétique     | 5.4    | 2          | 3           | 3           |
| 4    | Joanne Conway      | Royaume-Uni          | 7.8    | 5          | 2           | 4           |
| 5    | Patricia Neske     | Allemagne de l'Ouest | 9.6    | 3          | 7           | 5           |
| 6    | Tatiana Andreeva   | Union soviétique     | 12.2   | 7          | 5           | 6           |
| 7    | Larisa Zamotina    | Union soviétique     | 16.0   | 9          | 9           | 7           |
| 8    | Natalia Gorbenko   | Union soviétique     | 17.8   | 8          | 10          | 9           |
| 9    | Elena Taranenko    | Union soviétique     | 19.0   | 13         | 8           | 8           |
| 10   | Misashi Kashiwagi  | Japon                | 19.4   | 6          | 12          | 11          |
| 11   | Yvonne Pokorny     | Autriche             | 23.4   | 15         | 6           | 12          |
| 12   | Sabine Contini     | Italie               | 24.0   | 14         | 14          | 10          |
| 13   | Masae Miwa         | Japon                | 25.0   | 11         | 11          | 14          |
| 14   | Christine Dekitsch | Autriche             | 26.2   | 10         | 18          | 13          |
| 15   | Grety Marton       | Roumanie             | 30.4   | 17         | 13          | 15          |
| 16   | Jana Pribylova     | Tchécoslovaquie      | 31.2   | 12         | 15          | 18          |
| 17   | Mateja Aubrecht    | Yougoslavie          | 32.4   | 16         | 17          | 16          |
| 18   | Anca Cristescu     | Roumanie             | 34.2   | 18         | 16          | 17          |

### Couples
| Rang | Nom                                 | Pays               | Points | Prog. court | Prog. libre |
| ---- | ----------------------------------- | ------------------ | ------ | ----------- | ----------- |
| 1    | Elena Kvitchenko / Rashid Kadyrkaev | Union soviétique   | 1.4    | 1           | 1           |
| 2    | Elena Bechke / Valeri Kornienko     | Union soviétique   | 3.2    | 3           | 2           |
| 3    | Lyudmila Koblova / Andrei Kalitin   | Union soviétique   | 3.8    | 2           | 3           |
| 4    | Katy Keeley / Joseph Mero           | États-Unis         | 6.0    | 5           | 4           |
| 5    | Katrin Kanitz / Tobias Schröter     | Allemagne de l'Est | 7.0    | 5           | 5           |
| 6    | Yulia Bystrova / Alexander Tarasov  | Union soviétique   | 7.6    | 4           | 6           |
| 7    | Elena Gud / Evgeni Koltun           | Union soviétique   | 10.6   | 9           | 7           |
| 8    | Marina Eltsova / Sergei Zaitsev     | Union soviétique   | 10.8   | 7           | 8           |
| 9    | Peggy Schwarz / Alexander König     | Allemagne de l'Est | 12.2   | 8           | 9           |

### Danse sur glace
| Rang | Nom                                    | Pays                 | Points | Danse imposée | Danse originale | Danse libre |
| ---- | -------------------------------------- | -------------------- | ------ | ------------- | --------------- | ----------- |
| 1    | Marina Klimova / Sergueï Ponomarenko   | Union soviétique     | 2.0    | 1             | 1               | 1           |
| 2    | Natalia Annenko / Genrich Sretenski    | Union soviétique     | 4.0    | 2             | 2               | 2           |
| 3    | Maïa Oussova / Alexandre Jouline       | Union soviétique     | 6.0    | 3             | 3               | 3           |
| 4    | Svetlana Liapina / Gorsha Sur          | Union soviétique     | 8.0    | 4             | 4               | 4           |
| 5    | Larisa Fedorinova / Ievgueni Platov    | Union soviétique     | 10.0   | 5             | 5               | 5           |
| 6    | Dominique Yvon / Frédéric Palluel      | France               | 13.0   | 7             | 7               | 6           |
| 7    | Corinne Paliard / Didier Courtois      | France               | 13.0   | 6             | 6               | 7           |
| 8    | Erica Davenport / Mark Mitchell        | Canada               | 16.0   | 8             | 8               | 8           |
| 9    | Julia Linney / Graham Linney           | Royaume-Uni          | 18.0   | 9             | 9               | 9           |
| 10   | Andrea Weppelmann / Henrik Schamberger | Allemagne de l'Ouest | 20.6   | 11            | 10              | 10          |
| 11   | Viera Řeháková / Ivan Havránek         | Tchécoslovaquie      | 22.4   | 10            | 11              | 12          |
| 12   | Tania Cappiello / Giampiero Tiranzoni  | Italie               | 23.0   | 11            | 12              | 12          |
| 13   | Honorata Gurna / Anzel Dostatni        | Pologne              | 26.6   | 14            | 13              | 13          |
| 14   | Susanna Rahkamo / Petri Kokko          | Finlande             | 29.6   | 15            | 14              | 15          |
| 15   | Kinga Wertan / Janos Demeter           | Hongrie              | 29.8   | 13            | 15              | 16          |
| 16   | Junko Ito / Hiroaki Tokita             | Japon                | 30.0   | 16            | 16              | 14          |

## Source
- (en) « Ice ABROAD, PRIZE OF MOSCOW NEWS, MOSCOW, USSR, DECEMBER 3-7, 1986 », sur usfsa.xmlmanager.qg.com